# Ole Giæver
Ole Giæver, né le 19 juillet 1977 à Tromsø, est un réalisateur, scénariste, acteur et auteur same norvégien.

## Biographie
Ole Giæver étudie au Nordland Kunst- og Filmfagskole dans les îles Lofoten et au Konstfack à Stockholm.
Il réalise plusieurs courts métrages, dont Blokk B (2006) et Tommy (2007). En 2008, il écrit et réalise le court métrage Sommerhuset. Son Fjellet (2011) est le film d'ouverture du Festival international du film de Tromsø et est présenté ensuite au Festival international du film de Berlin.
En 2014, Ole Giæver réalise son deuxième long métrage Natür Therapy (Mot naturen - Out of Nature) dans lequel il joue le rôle principal.
Il a écrit le scénario et réalisé le film Ellos eatnu – La elva leve (Laissez vivre la rivière) sorti en 2023 sur l'opposition dans les années 1970 et 1980 contre la construction d'une usine électrique sur la rivière d'Alta dans le Finnmark. Il a été désigné meilleur réalisateur au Prix Amanda 2023. Le film y a obtenu le prix du meilleur film norvégien et Gard Emil Elvenes a obtenu le titre du meilleur second rôle. Giæver y a été nommé pour le meilleur scénario tandis que le film a été nommé huit fois.
En 2023 également a été publié son roman Mot Å.

## Filmographie
- 2002 : Kjærlighetsunivers her hvor de møtes
- 2003 : The Pledge
- 2003 : Tiden er min venn
- 2004 : Forspill
- 2005 : Testen
- 2006 : Blokk B
- 2007 : Tommy
- 2008 : Sommerhuset
- 2011 : Fjellet
- 2014 : Natür Therapy (Mot naturen)
- 2017 : From the Balcony
- 2023 : Ellos eatnu – La elva leve

### Romans et textes en prose
- Mot Å – roman, Oktober 2023